# 腦性視損傷
腦性視損傷（cerebral visual impairment，CVI）又称脑性视觉损伤、脑源性视力损伤、脑源性视觉障碍，是一组因腦部中枢视觉通路受損而导致的视觉功能障碍（視覺損傷）。臨床定義上是指瞳孔反射正常的視覺缺損。
近年來，隨著早產兒存活率的增加，腦性視損傷的發生率逐年上升。截至2003年，該疾病的發生率約為每1萬人16例，為幼兒視覺缺損的最主要原因。

## 病生理學
腦性視損傷的定義是指在外側膝狀核之後的視覺路徑損傷，且缺乏視神經或視覺受器的損傷。

## 命名
此類疾病過去又被稱為皮質性視損傷（cortical visual impairment），但此稱呼無法精準描述肇因於白質區域的病變，因此學界建議使用「腦性視損傷」一詞描述此類疾病。